# Gordon Hinckley

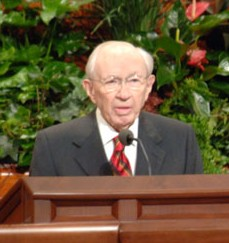
Gordon Hinkley

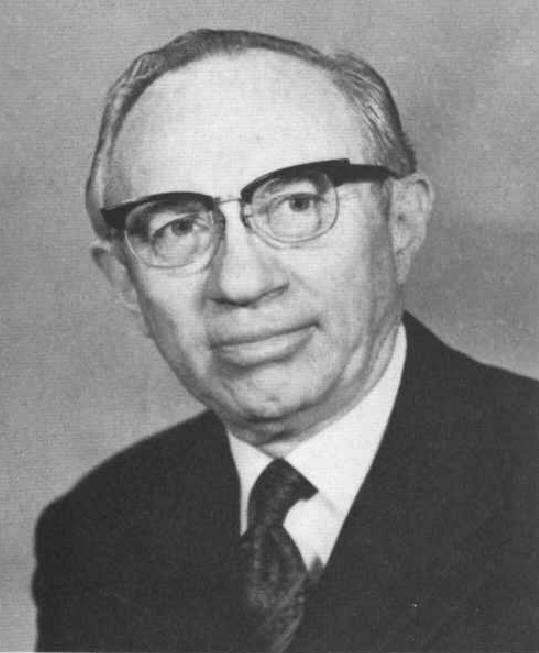
Gordon B. Hinckley (1976)

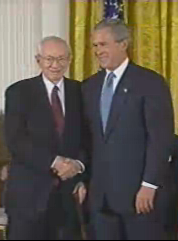
Uitreiking van de Presidential Medal of Freedom door George W. Bush

Gordon Bitner Hinckley (* 23 juni 1910 in Salt Lake City, Utah; † 27 januari 2008 aldaar) was van 1995 tot 2008 de 15e president van De Kerk van Jezus Christus van de Heiligen der Laatste Dagen, ook wel aangeduid als Mormonen.
Hinckley werd op 23 juni 1910 geboren als zoon van Bryant Stringham en Ada Bitner Hinckley. In 1928 rondde hij de LDS (Latter-day Saints) High School af. Daarna studeerde hij Engels aan de Universiteit van Utah en sloot dit af met de titel Bachelor of Arts. Hij werkte van 1933 tot 1935 bij de Britse zending. In 1935 maakte hij een rondreis door Europa, daarna werd Hinckley door Heber J. Grant gevraagd om de PR-afdeling van De Kerk van Jezus Christus van de Heiligen der Laatste Dagen op te zetten. Op 5 oktober 1961 werd hij in het Quorum der Twaalf Apostelen benoemd. Van 23 juli 1981 tot 1995 was hij adviseur van de eerste president van de geloofsgemeenschap. Tijdens de jaren 1980 was hij enige tijd het enige lid van het College met een goede gezondheid. Op 12 maart 1995 werd hij president van de gemeenschap.
Hinckley gaf actief leiding aan het zendingswerk en hield zich erg bezig met de bouw van nieuwe tempels. Meer dan de helft van de huidige 124 tempels wereldwijd, werd door hem ingewijd.
Vanaf april 1937 was hij gehuwd met Marjorie Pay (1911–2004). Ze kregen vijf kinderen en 29 kleinkinderen. Op 23 juni 2004 verleende George W. Bush hem de Presidential Medal of Freedom. Hij overleed van ouderdom op 27 januari 2008.

## Publicaties
- Stand a Little Taller: Counsel and Inspiration for Each Day of the Year, Eagle Gate Verlag 2001 (en.), ISBN 1-57008-767-9
- Standing for Something: 10 Neglected Virtues That Will Heal Our Hearts and Homes, Crown Publishers 2000 (en.) ISBN 0-8129-3317-6
- Be Thou an Example, Deseret Book Company 2000 (en.), ISBN 1-57345-051-0
- Standing for Something (Wheeler Compass), Wheeler Publishing 2000 (en.), ISBN 1-56895-924-9
- Teachings of Gordon B. Hinckley, Deseret Book Company 1997 (en.), ISBN 1-57345-262-9